# لوي ويفر
لوي ويفر (بالإنجليزية: Louie Weaver)‏ هو طبال أمريكي، ولد في 13 يوليو 1951.

## وصلات خارجية
- لوي ويفر على موقع ميوزك برينز (الإنجليزية)
- لوي ويفر على موقع ديسكوغز (الإنجليزية)